# ヤニック・ブレッヒャー
ヤニック・ブレッヒャー（Yanick Brecher, 1993年5月25日 - ）は、スイス・チューリッヒ出身のサッカー選手。ポジションはゴールキーパー。FCチューリッヒ所属。

## 経歴
2011年夏にFCチューリッヒのトップチームと契約を交わし、2013年6月1日のFCシオン戦でデビューした。
2014年7月、FCヴィル1900に期限付き移籍した。しかし半年で復帰し、同シーズンはチューリッヒでリーグ戦11試合に出場した。
2019年夏、チューリッヒのキャプテンに就任した。2021-22シーズンにはリーグ戦34試合に出場しリーグ優勝に貢献。2022年7月8日には、チューリッヒとの契約を2027年夏まで延長したことを発表した。